# El Casolà
El Casolà, o lo Casolà, és una masia del poble de la Torre de Tamúrcia, de l'antic terme ribagorçà d'Espluga de Serra, pertanyent actualment al municipi de Tremp. Forma part de l'Inventari del Patrimoni Arquitectònic de Catalunya.
Està situada uns 300 metres a ponent de la Torre de Tamúrcia, a la seva mateixa carena. Té sota seu, al nord, els Trossos del Casolà.

## Descripció
Es tracta d'un antic habitatge. A tres dels quatre cantons de l'edifici principal s'annexen diverses naus que varien en alçada i que formen un conjunt compacte. A l'extrem nord-est es troba un paller derruït i un pati semicircular les parets del qual han desaparegut parcialment.
El conjunt destaca per la proporcionalitat de les seves mesures. L'edifici principal és de tall quadrangular, com si es tractes d'una torre (o campanar) i s'aixeca sobre quatre plantes i unes golfes. És un edifici construït amb pedra del país rejuntada amb fang. La major part del parament està a la vista, queden restes però, de l'arrebossat original. A la façana principal es concentren la major part de les obertures, aquestes alternen formes quadrangulars i rectangulars; la porta d'accés acaba amb arcada adovellada. Sobre d'aquest primer pis es disposa una finestra per planta, acabada amb llinda de fusta o pedra sobre la qual s'articulen arcs adovellats. La coberta és a dues vessants i està construïda a partir d'un embigat de fusta cobert amb llosa.
Als laterals de l'edifici principal s'annexen dues naus: la nau situada vers el nord-oest es troba derruïda i solament es pot resseguir el seu perímetre, mentre que la situada vers el sud-est s'aixeca sobre dues plantes i sotateulada.

## Notícies històriques
No es disposa de dates sobre l'origen de El Casolà que, tipològicament, mostra elements datables als segles XVIII i XIX. Tanmateix, la seva configuració en forma de torre i la posició elevada que ocupa, permeten indicar que podria tractar-se de la transformació en habitatge d'un element probablement defensiu del període medieval.